# Morris (taniec ludowy)

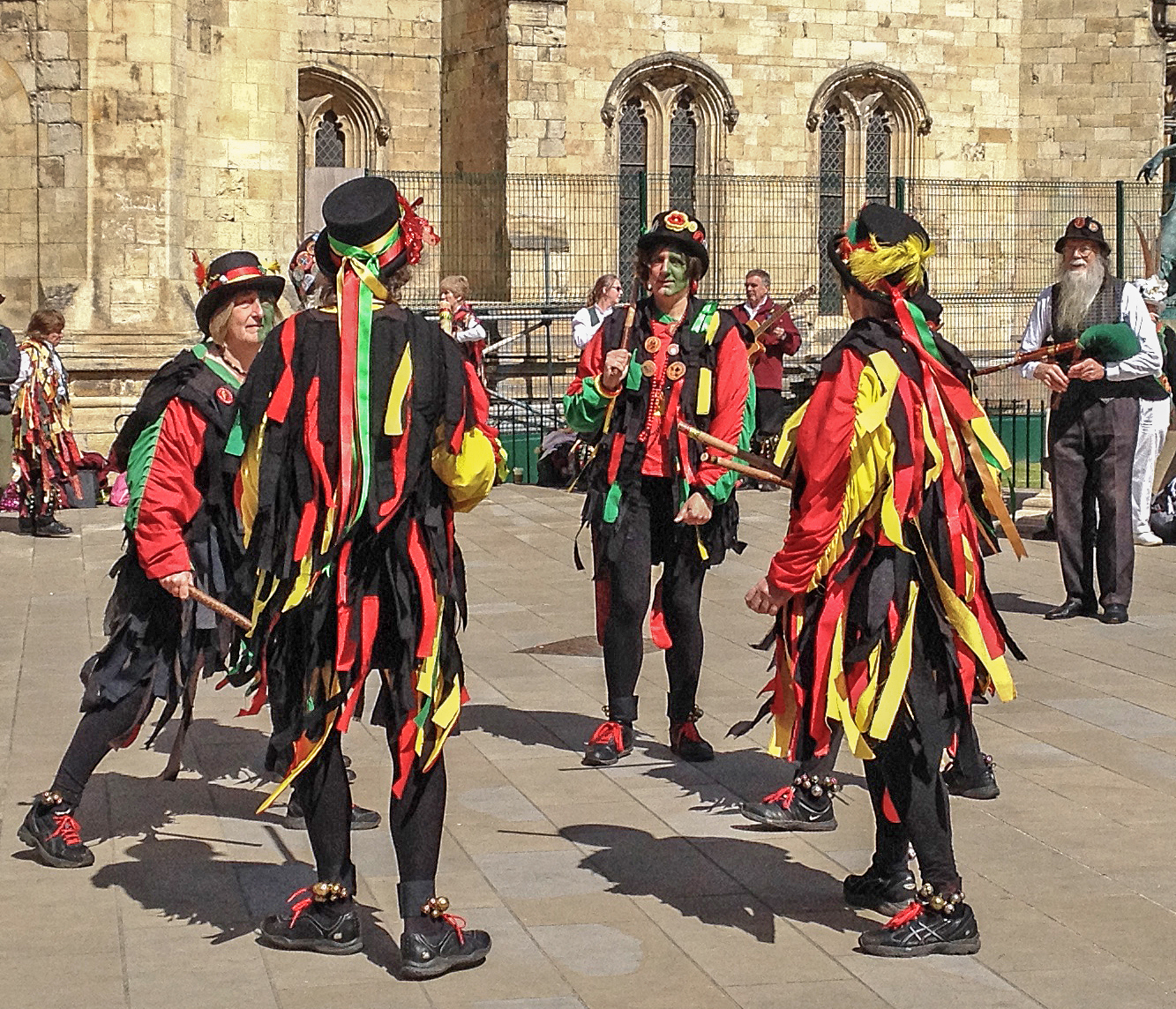
Grupa tancerzy morris dance, York

Morris – angielski taniec ludowy. Nazwa odnosi się do wielu tańców charakteryzujących się obrzędowością (wykonywanie morrisa zazwyczaj wiązało się ze świętem lub uroczystym dniem, np. świętami majowymi), krzykliwością strojów, liczbą tancerzy (zazwyczaj sześciu) oraz ustaloną choreografią dla każdego z tańców. 
Tancerze mieli dzwonki przywiązane do nóg i zazwyczaj przebierali się za określone postacie takie jak: "Wariat", "Majowa królowa", "Lady Marion" (lub Maid Marion), Robin Hood, często pojawiała się kukła konia. Jedna z postaci zazwyczaj miała twarz pomalowaną na czarno, by kojarzyć się z Maurem (lub ze względu na karnację pierwotnie występowała w grupie reprezentując siebie, czyli Maura). Większość morris dance było w tempie 2/4, choć czasem pojawiały się i w 3/4.
Pierwsze wzmianki o tym rodzaju tańca pochodzą z XV wieku, praktycznie zanikł pod koniec XIX wieku i został odtworzony przez etnomuzykologów i entuzjastów na początku XX wieku. Obecnie istnieje wiele klubów zrzeszających tancerzy morrisa w kilku państwach Wspólnoty Narodów, zaś w Stanach Zjednoczonych urządzane są mistrzostwa drużyn tego tańca.